# Stefan Simon (Fußballspieler)
Stefan Simon (* 18. Juni 1969) ist ein ehemaliger deutscher Fußballspieler.

## Karriere
Simon kam in der Jugend vom SC Offheim zu Eintracht Frankfurt. In dieser Zeit spielte er auch für verschiedene Jugendnationalmannschaften des DFB. Ab Ende der 1980er-Jahre spielte er dann für die Amateure der Eintracht, brachte es aber nicht zu einem Profieinsatz, obwohl er 1990/91 im Profikader stand. 1991 folgte er seinem Trainer Jürgen Sparwasser und ging zum SV Darmstadt 98 in die 2. Bundesliga. In seiner zweiten Saison dort erfolgte nach schwachem Start in die Saison ein Trainerwechsel. Am Ende belegte Darmstadt den 24. und damit letzten Platz der Tabelle und stieg in die Drittklassigkeit ab. Simon nahm Abschied und unterschrieb einen Vertrag beim FC 08 Homburg. Somit blieb er als Spieler in der zweiten Liga. 1994/95, wieder in seiner zweiten Saison, stieg auch Homburg ab. 1995 erfolgte ein Wechsel zum unterklassigen TV Althornbach. 
Ein Jahr später, zur Saison 1996/97, wechselte er zum seinerzeitigen Hessenligisten Kickers Offenbach. Gleich im ersten Jahr stieg er mit seinem Verein in die Regionalliga Süd und 1999 in die 2. Bundesliga auf. Es folgte allerdings der direkte Wiederabstieg. Als sich in der folgenden Regionalligasaison abzeichnete, dass Offenbach vorerst nicht wieder aufsteigen würde und zwischenzeitlich sogar der Abstieg in die Oberliga drohte, wurde ein Wechsel nach Saisonende zum Zweitligisten LR Ahlen erwogen. Der Transfer wurde allerdings schon nach der Vorrunde vollzogen, sodass er im Januar 2000 die Hessen verließ und für umgerechnet 125.000 DM nach Ahlen wechselte.
Bei den Westfalen konnte er sich in eineinhalb Jahren keinen Stammplatz erkämpfen und kam zumeist als Einwechselspieler zum Einsatz. So ging er 2002 zum SV Wehen und damit wieder in die Regionalliga Süd. In Wehen gehörte er wieder zum Stammpersonal. 2005 schloss er sich dem 1. FC Eschborn, ebenfalls in der Regionalliga spielend, an. Hier blieb er nur eine Saison und verabschiedete sich danach aus den oberen Spielklassen. 
Von 2007 bis 2009 war er Spielertrainer beim damaligen hessischen Gruppenligisten (Gruppenliga Wiesbaden) SC Offheim, bei dem Simon bereits in der Jugend spielte.

## Statistik
| Liga          | Spiele (Tore) |
| ------------- | ------------- |
| 2. Bundesliga | 172 (36)      |
| Regionalliga  | 187 (20)      |